# قائمة القبب السماوية في ألمانيا

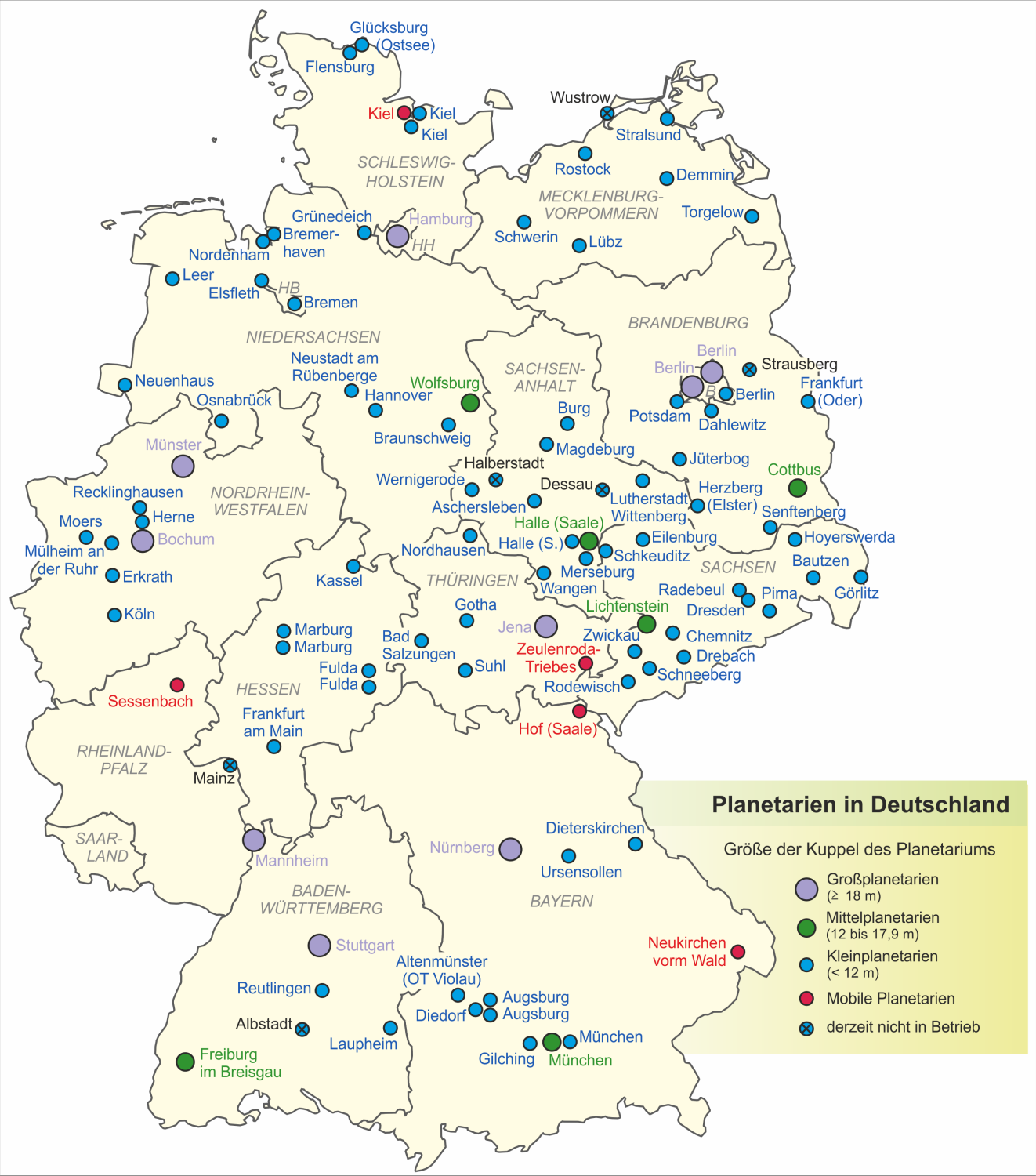
القبب السماوية في ألمانيا وهي مميزة حسب كبرها. الكبار منها بقطر نحو 18 متر ، والحمر منها هي قبب سماوية متنقلة.

قائمة القبب السماوية في ألمانيا Liste der Planetarien in Deutschland هي قائمة تدوّن جميع القبب السماوية في ألمانيا التي تعمل حاليا . عددها يبلغ نحو 100 قبة سماوية منتشرة في مختلف المدن الألمانية . والقائمة تعطي سنة التشغيل ونوع الجهاز الضوئي للعرض ، وحجم القبة ، وعدد الكراسي تحت القبة. تنشأ في الوقت الحاضر قبة سماوية في مدينة غوتينغن
, وزولينغن و بادربورن أو مخطط لإنشائها وكذلك في غارشينغ بالقرب من ميونيخ . كما تذكر في قائمة أخرى قبباً سماوية أخرى ، إما أنها هدمت أو تم إغلاقها.
بِنيت أول قبة سماوية في ألمانيا في عام 1923 في مدينة ينا على سطح مصانع كارل زايس للبصريات. وقامت شركة زايس ببناء الجهاز الضوئي الذي وضع تحت قبة قطرها 16 متر.
وبعد الإعداد والتجريب أرسل الجهاز الضوئي للقيام بعرض في المتحف الألماني بميونيخ .
توجد في ألمانيا قبب سماوية أو قبب فلكية كثيرة تختلف في أحجامها ، فمنها ما يبلغ عدد كراسيه عددا قليلا ومنها ما يصل عدد كراسيه 300 . بالتالي يختلف عدد الزائرين ، ويصل عددهم في زيارة القبب الكبيرة إلى عدة مئات الآلاف سنويا. فالإقبال عليها من الجماهير الألمانية والسياح كبير، وهي تزود تلاميذ المدارس في نفس الوقت بالمعرفة الفلكية.

## توضيحات

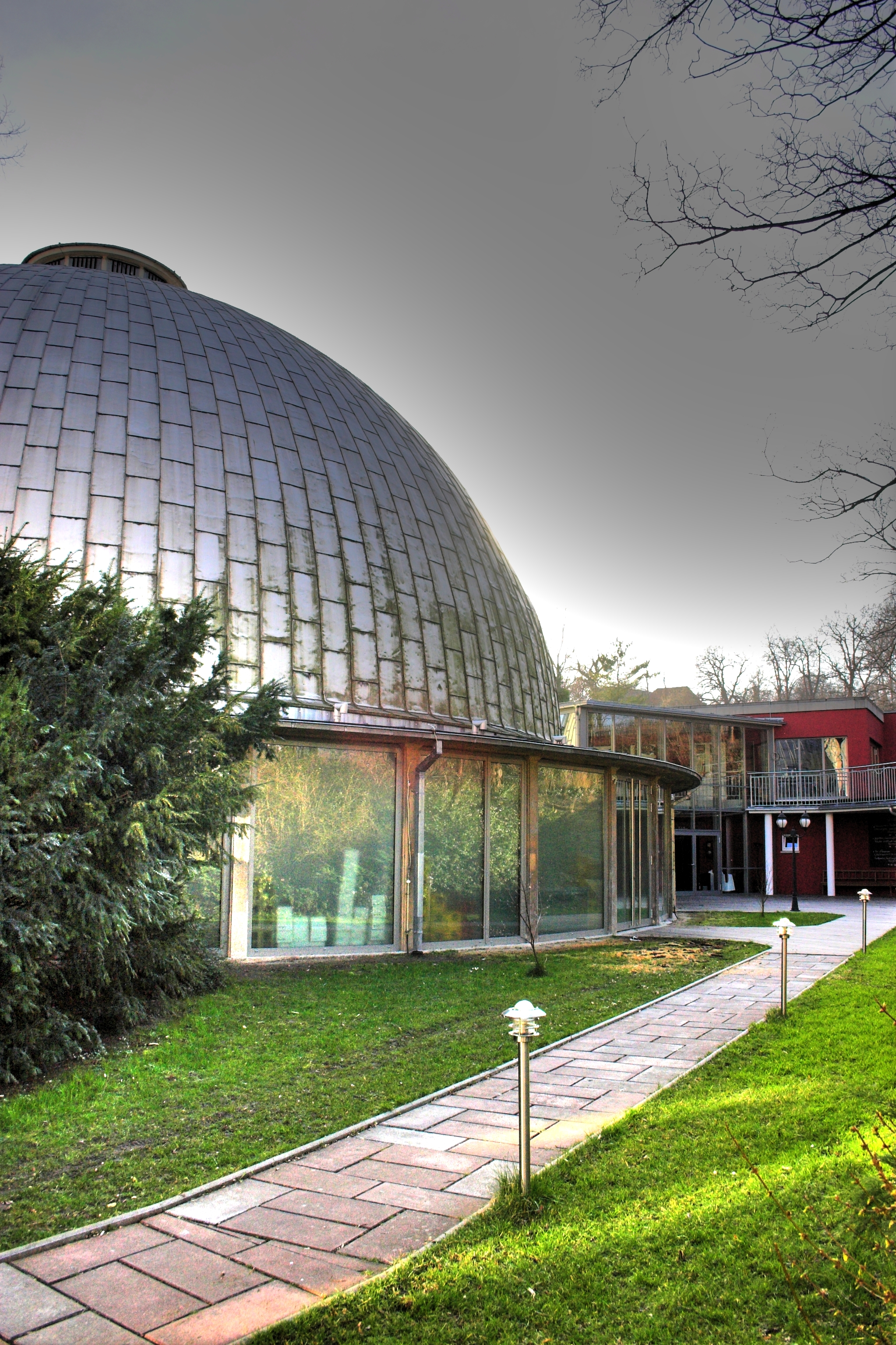
قبة يينا السماوية

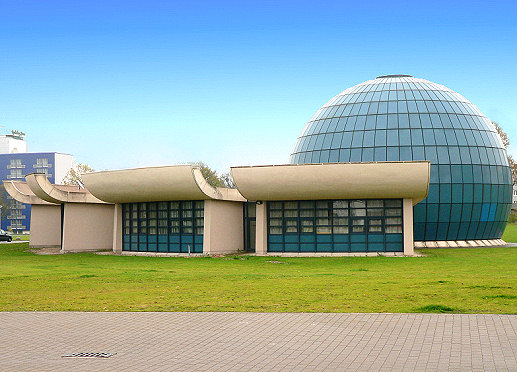
قبة ولفسبورغ السماوية

- المكان: تعطي القائمة أسفله مكان القبة في الولايات الألمانية المختلفة واسم القبة ، وبعضها يلحق بمرصد فلكي أو متحف. [6]
- تاريخ الافتتاح:

- طروز جهاز العرض : 
تقوم عدة شركات للبصريات في ألمانيا بتصنيع الأجهزة الضوئية الخاصة بالعروض الفلكية . الشركة السباقة في هذا المصمار هي شركة كارل زايس ومقرها في مدينة ينا. وقد قامت هذه الشركة في عام 1923 بتصنيع أول جهاز في العالم وتصدره . الطراز Universarium IX من زايس هو أحدث طراز ويستخدم في القبب الكبيرة.[7] كما يوجد طراز  Cosmodyssée  تقوم بصناعته شركةRSA Cosmos , وهي أجهزة للعرض المتنقل، و تقدم عروضها تحت خيم نصف كروية من القماش منتفخة .[8] بعض القبب الفلكية الألمانية تقوم بنفسها بتصنيع جهازها للعرض.

- الحجم: القبب الصغيرة بين قطر 5 متر تكون أحيانا ملحقة بمدرسة ، والمتوسطة بقطر بين 12 - 18 متر وأما القبب الكبيرة فهي تتعدى قطر 18 متر. [9]

بالنسبة إلى القبب المتنقلة التي تعمل تحت سقف منتفخ تكتب أحجامها بخط مائل.
- عدد الكراسي: يختلف عدد الكراسي حسب قطر القبة ، قبب المدارس تتسع لـ 30 كرسي ، والقبب الصغيرة تتسع لـ 30 - 100 كرسي. الأحجام المتوسطة بين 100 - 200 كرسي والكبيرة منها ما يزيد عن 200 كرسي.[9]

## بعض صور القبب

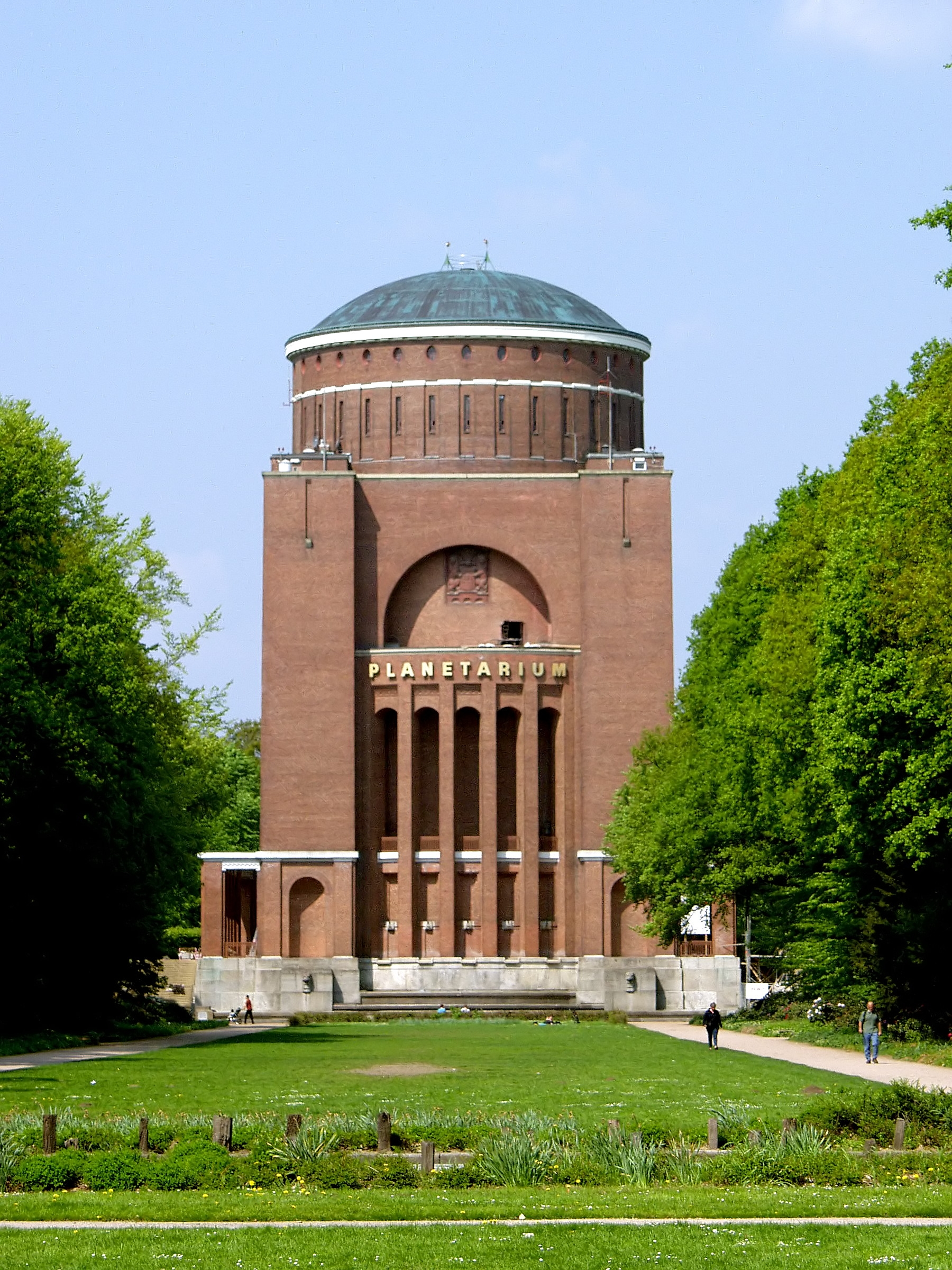
قبة هامبورغ السماوية
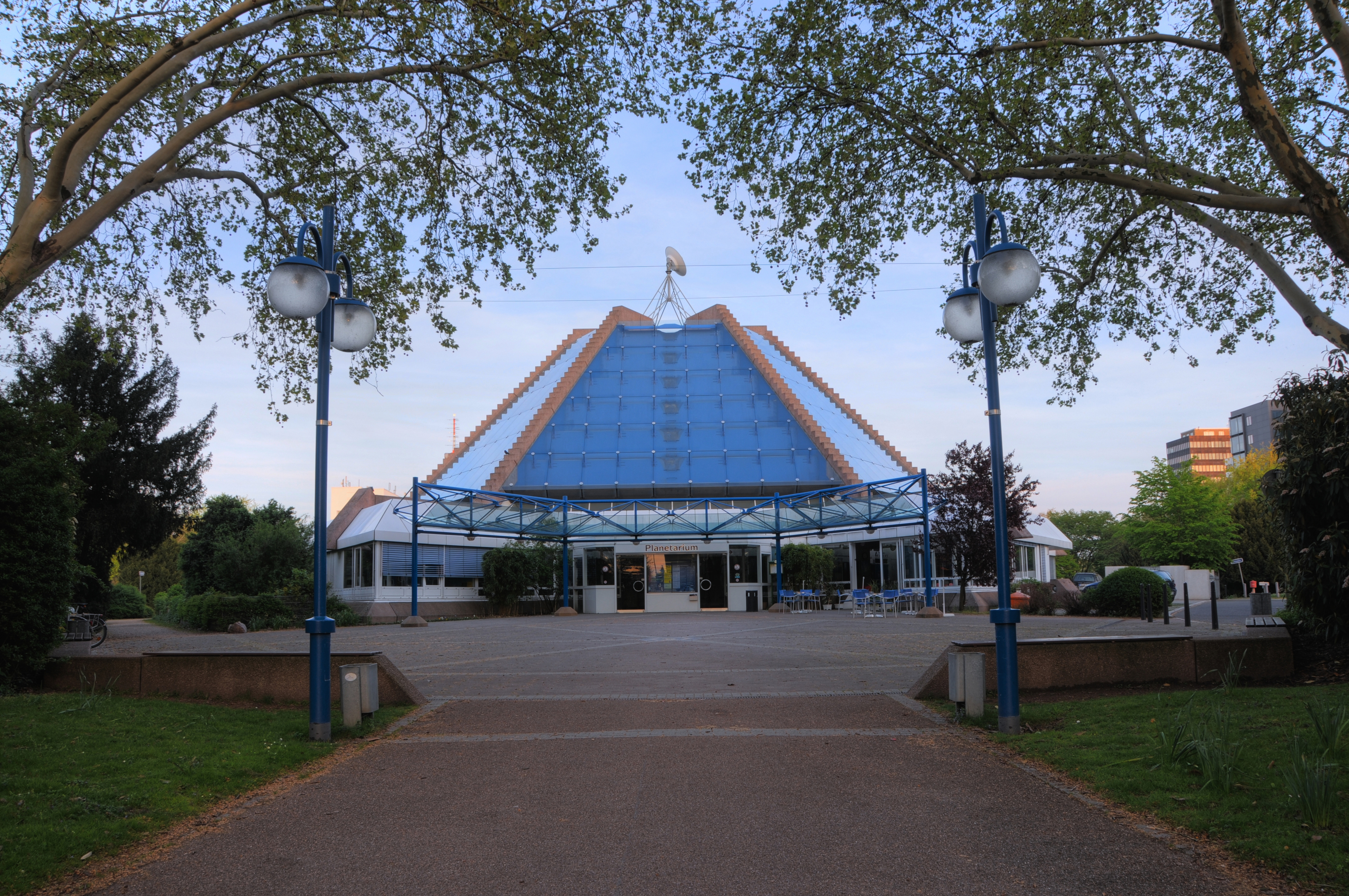
بلانيتاريوم مانهايم
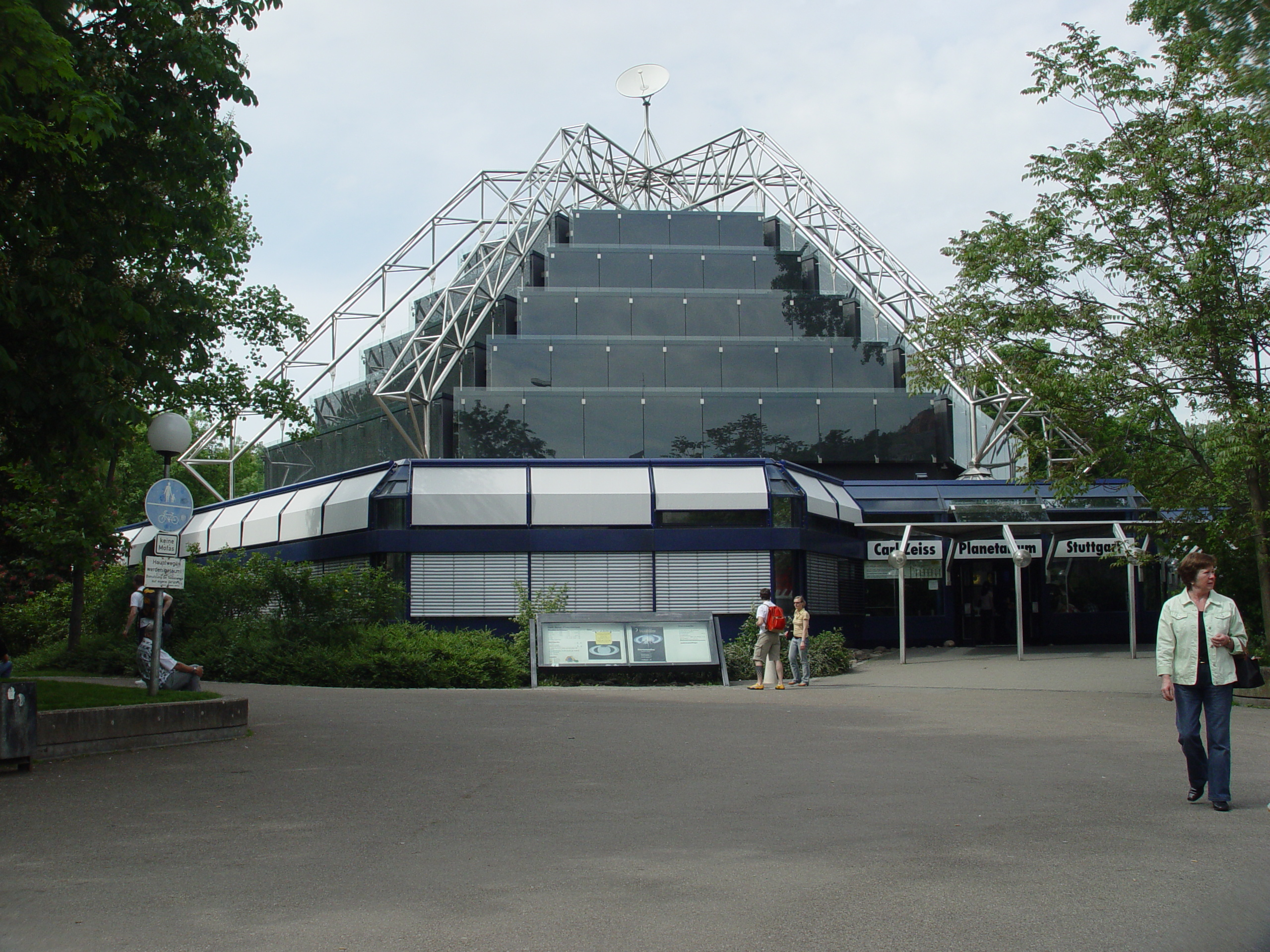
قبة كارل زايس السماوية بشتوتجارت

## أعداد الزائرين

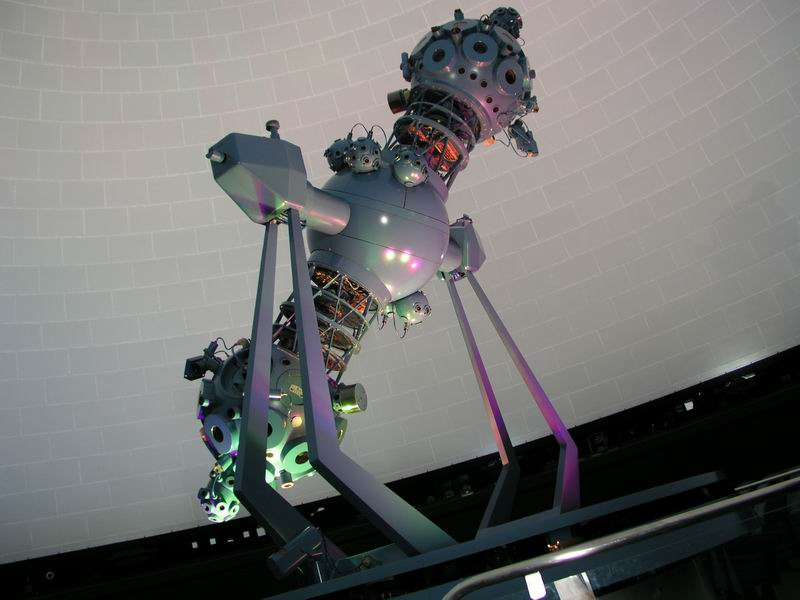
جهاز العرض الفلكي كارل زايس ، ذو رأسين للعرض.

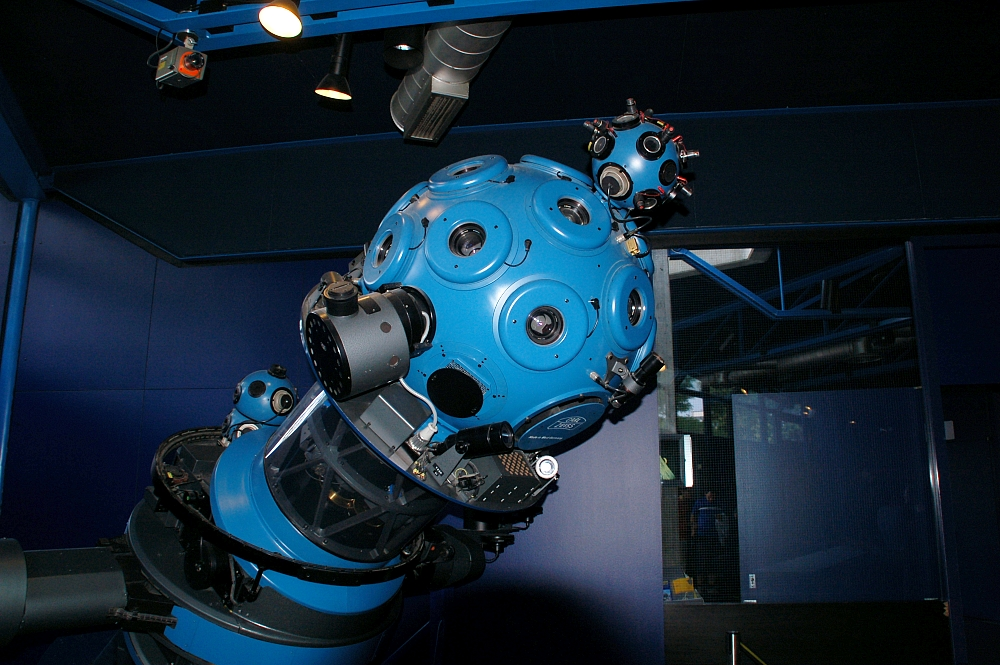
جهاز كارل زايس طراز Modell VI من عام 1968

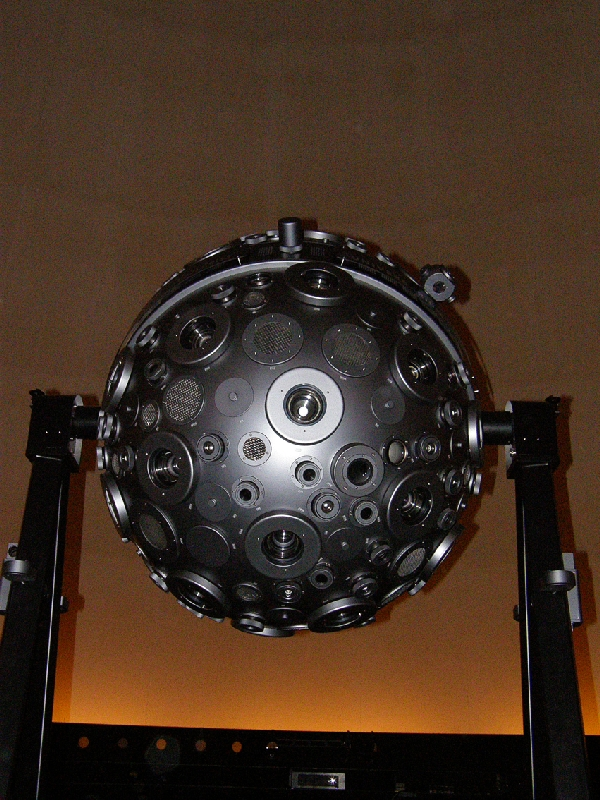
جهاز العرض الجديد لقبة شتوتحارت ، وهي من صنع شركة كارل زايز

يبلغ عدد زوار القبب السماوية الكبيرة ذات قبة بقطر 18 متر أو أكثر ما يزيد عن 100.000 زائر في السنة. ويبلغ عدد الزوار للقبب السماوية المتوسطة بين 20.000 إلى 100.000 زائر سنويا ، في حين أن عدد الزائرين للقبب الصغيرة لا يزيد عن 20.000 في السنة، وأحيانا يكون العرض فيها في مواسم معينة .
| القبب السماوية الكبيرة في ألمانيا | القبب السماوية الكبيرة في ألمانيا | القبب السماوية الكبيرة في ألمانيا |
| المدينة                           | الاسم                             | عدد الزائرين                      |
| --------------------------------- | --------------------------------- | --------------------------------- |
| برلين                             | Planetarium am Insulaner          | 81.000 (2012)                     |
| برلين                             | Zeiss-Großplanetarium             | 82.000                            |
| بوخوم                             | Zeiss Planetarium Bochum          | 248.091 (2016)                    |
| هامبورغ                           | قبة هامبورغ السماوية              | 312.000                           |
| ينا                               | قبة يينا السماوية                 | 130.000                           |
| مانهايم                           | Planetarium Mannheim              | 102.000 (2012)                    |
| مونستر                            | Planetarium Münster               | 107.000                           |
| نورنبرغ                           | Nicolaus-Copernicus-Planetarium   | 70.000                            |
| شتوتغارت                          | قبة كارل زايس                     | 136.000                           |

## اقرأ أيضا
- قبة يينا السماوية
- قبة هامبورغ السماوية
- قبة أدلر السماوية
- أسطرلاب
- ساعة فلكية
- قبة فلكية
- قبة سماوية